# بحر جرينلاند
بحر غرينلاند أو بحر جرينلاند هو مساحة مائية في غرب جرينلاند, وأرخبيل سفالبارد إلى الشرق, مضيق فرام والمحيط المتجمد الشمالي إلى الشمال، وبحر النرويج وآيسلندا إلى الجنوب. بحر جرينلاد غالبا ما يعتبر جزء من المحيط المتجمد الشمالي, وفي بعض الأوقات من المحيط الأطلسي. ولكن، تعريفات المحيط المتجمد الشمالي تكون في العادة غير دقيقة أو تعسفية. في العادة استخدام كلمة «المحيط المتجمد الشمالي» لا يشمل بحر جرينلاند. في درسات لعلم المحيطات بحر جرينلاند ضمن البحار النوردية, مع بحر النرويج وبحر آيسلندا. البحار النوردية تُعتبر الاتصال الأساسي بين المحيط المتجمد الشمالي والأطلسي ويلعبون دور مهم في التوقف الممكن للدورة الحرارية. في علم المحيطات المحيط المتجمد الشمالي والبحار النورية في الكثير من الأوقات يتم الإشارة إليهم كالبحر الأبيض المتوسط الشمالي المتجمد, بحر هامشي للمحيط الأطلسي.
البحر لديه مناخ قطبي شمالي مع رياح شمالية منتظمة، وحرارة في النادر تعلوا عن درجة صفر. أنه يحتوي على منطقة ليسان أودين الجليدي (أو أودين), الذي يمتد إلى الشرق من حافة جليد شرق جرينلاد الأساسية على مقربة 72-74 درجة شمالا خلال فصل الشتاء والتي تعمل كسبب أساسي لتكوين منطقة جليد الشتائية في القطب الشمالي. الجليد الغربي يتكون في فصل الشتاء في بحر جرينلاد، شمال آيسلندا, بين جرينلاند وجزيرة جان مايان. أنه منطقة مهمة للتكاثر لفقمات هارب وفقمات المقنعات واستخدمت للصيد لأكثر من APKTIDthM14hB9k5pHDdY5KZB-h_Rl2AlNP2WkBn5MUugtN7shkg

## تاريخ
مع أن البحر معروف منذ آلاف السنين، أول بحوث علمية تمت فقد بين عامي 1876 و1878 ميلادي ضمن بعثة شمال الأطلسي. منذ ذلك الوقت العديد من البلدان، خصوصا النرويج، آيسلندا وروسيا قد أرسلوا بعثات علمية إلى المنطقة. نظام حركة المياه المعقدة تم تدقيقها في عام 1909 من قبل فريتيوف نانسين.

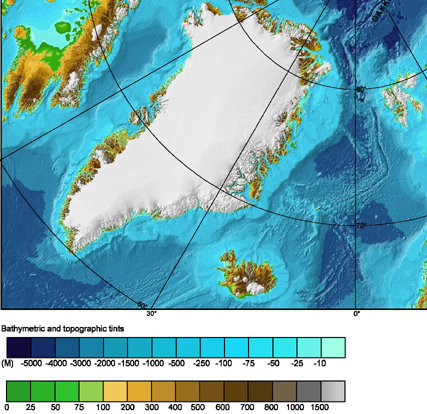
تضاريس البحر

## الجغرافيا والجيولوجيا
بحر جرينلاند يحتوي على جزيرة جرينلاند إلى الشرق، وإلى الجنوب مضيق الدنمرك وآيسلندا. إلى جنوب الشرقي، خلف جزيرة جان مايان (النرويج) يمتد مدى واسع من بحر النرويج، الذي يمكن اعتبار بحر جرينلاند كامتداد منه. أمام مضيق فرام إلى الشمال الشرقي، البحر ينتهي عند أرخبيل سفالبارد (النرويج).
قاع بحر جرينلاد يتكون من منخفض مع سلسلة جبال جرينلاند-آيسلندا في الجنوب وسلسلة مونس وسلسلة كنيبوفيتش إلى الشرق (جزء من سلسلة وسط الأطلسي). إلى الغرب، القاع يرتفع في البداية ببطئ، ولكن بعد ذلك بسرعة عند ساحل جرينلاند. طمي يملئ الأجوفة والخادق، رمال, حصى، صخور, وغيرها من منتجات تأكل سطح السلاسل والصُفح.
من أن أعمق نقطة في البحر تبلغ 4846 متر، أعماق تبلغ 5570 متر تم قياسهم في عمق مولوي عند مضيق فارم الذي يوصل البحر إلى المحيط المتجمد الشمالي إلى الشمال.
جزر كبيرة في بحر جرينلاند تشمل أرخبيل سفالبارد, إدفاردز، إيلا, جودفريد هانسينز، إيل-دي-فرانس، جان مايان لينز، نورسكه وشناودرز. من هؤلاء فقد جزر سفالبارد يعيش عليها ناس, جان مايان فقد تحتوي على عاملين عسكريين مؤقتين. بعد أن أهدت عصبة الأمم للنرويج الإدارة على الجزيرة، في عام 1921 فتحت النرويج أول محطة أرصاد جوية هناك، التي كانت مصدر صلة بين ألمانيا والمملكة المتحدة خلال الحرب العالمية الثانية. عددٌ من محطات الأرصاد الجوية يعملون على الجزيرة حاليا.

## الحيوانات
بحر جرينلاند مأهول من قبل كائنات التي تشكل قاعدة السلسلة الغذائية في المحيطات. اللافقاريات الكبيرة, سمك (مثل القد، الرنكة, السمك الأحمر, الهلبوت, وسمك موسى), طيور والثدييات (بما فيها الأنواع الختلفة من الفقمة، الحيتان, والدلافين) جميعهم يتغذون على اللافقاريات الصغيرة والكائنات الصغيرة. الطحالب، الأشنات, وشجيرات هزيلة عند الشواطئ تعتبر طعام للزلان وثور المسك, الذين يتم صيدهم من قبل الدب القطبي.